# Torre de Bernat de So
La Torre de Bernat de So és un edifici militar defensiu, probablement del segle xiv, situat al costat de l'església Nostra Senyora dels Àngels de Llívia.

## Història
La torre s'insereix en un conjunt de caràcter defensiu més ampli, al voltant de l'església, formant part de la fortalesa-església. Va pertànyer al vescomte d'Évol, qui el 1366 la va vendre a Ponç dez Catllar (conegut també com a Ponç Descatllar), castlà del Catllar i castellà de Llívia.
L'actual Torre de Bernat de So, va ser construïda el 1584-1585, per retenir el dret de «recollita» que tenia l'antic Castell de Llívia, abans de ser destruït cap al 1476 pel rei francès Lluís XI. La recollita era un privilegi medieval que es concedia a les places fortes o als senyors de castells, consistent a poder aplegar a la ciutat o la fortalesa els habitants de les poblacions indefenses en cas de perill. La torre, juntament amb l'església acabada el 1617, es convertirà en la nova defensa del poble.
S'ha utilitzat com a presó, com a casa de la vila i, a més, un temps allotjà la famosa Farmàcia de Llívia. Des de principis dels 80 fins a l'any 2009, el pis superior va ser la seu del Patronat del Museu Municipal. A partir d'aleshores a la torre s'hi van exposar diorames sobre flora medicinal de Llívia.

## Descripció
És una torre aïllada situada sota l'església, al punt més alt de la vila. La torre és de planta circular, amb teulat en pendent cobert de pissarra. Té tres nivells, amb entrada al primer i segon nivell. Les obertures tenen llindes i brancals de pedra. L'entrada de la planta baixa, té la llinda i els brancals monolítics de granit. A la llinda hi ha la inscripció: "Carcel Real 1834". Les obertures han experimentat modificacions al llarg del temps.